# سولومون بوتشر
سولومون بوتشر (بالإنجليزية: Solomon Butcher)‏ هو مصور أمريكي، ولد في 24 يناير 1856 في Burton, West Virginia ‏ في الولايات المتحدة، وتوفي في 18 مارس 1927 في غريلي في الولايات المتحدة.